# Marcel Déat
Marcel Déat (Guérigny (Nièvre), 7 maart 1894 – vlak bij Turijn (Italië), 5 januari 1955) was een Frans politicus. 

## Vroegere jaren
Marcel Déat groeide op in een bescheiden milieu, die gedeelde republikeinse en patriottische waarden kende. In 1914 ging hij studeren aan de École Normale Supérieure. Hij werd datzelfde jaar lid van de Section Française de l'Internationale Ouvrière (SFIO). 
Terwijl hij studeerde en werkte aan een filosofiediploma brak de Eerste Wereldoorlog uit. 
Hij nam dienst bij het Franse leger en verwierf de Legion d'Honneur met vijf eervolle vermeldingen. Tegen het einde van de oorlog bereikte Déat de rang van kapitein. Onder het pseudoniem Taëd publiceerde hij Cadavres et maximes, philosophie d’un revenant. Daarin ging hij in op de verschrikkingen van de loopgraven, sterke pacifistische ideeën en zijn fascinatie voor collectieve discipline en oorlogskameraadschap.  Toen de oorlog in 1918 eindigde voltooide Déat zijn studie aan de École Normale en slaagde op zijn agrégation van de filosofie en oriënteerde zich op de sociologie, onder leiding van Celestin Bouglié, een vriend van Alain en ook lid van de Radicale Partij. In de tussentijd gaf Déat les in filosofie in Reims.
Tijdens een congres in Tours in 1920 wilde een meerderheid van de SFIO een spin-off van de stichting van de Franse Sectie van de Communistische Internationale. Déat bestempelde zichzelf als behorend tot de rechtervleugel van de SFIO.
In 1925 werd Déat als raadslid gekozen in Reims en werd in 1926 afgevaardigde voor het departement Marne. Tijdens de verkiezingen van 1928 verloor hij zijn zetel weer. Tijdens deze tijd wilde Leon Blum, de leider van de SFIO, jongeren betrekken bij de partij en benoemde Déat tot secretaris van de SFIO-fractie in het parlement. 

## Neo-socialistische periode
Marcel Déat publiceerde in 1930 in Perspectives Socialistes, een revisionistische tijdschrift dat nauw werd beïnvloed door het planisme van Hendrik de Man.
Tijdens de verkiezingen van 1932 werd Déat gekozen als afgevaardigde voor het 20ste arrondissement van Parijs. Tijdens het congres van 5 november 1933 werd Déat en andere neo-socialistische leden verwijderd uit de SFIO, vanwege hun revisionistische opvattingen en meningsverschillen met het beleid van Leon Blum in de richting van premier Édouard Herriot, leider van het Tweede Cartel des gauches (Linkse Coalitie). Het officiële standpunt van de SFIO werd vervolgens: steun aan  het kartel zonder deel te nemen aan de regering, wat beschouwd werd als "bourgeois". In datzelfde jaar werd Déat lid van de Parti socialiste de France-Union Jean Jaurès, die door planisten en neo-socialisten die verwijderd waren uit de SFIO was opgericht. De partijleus werd “Orde, Autoriteit en Natie”. 
De verwijderde leden waren een minderheid in de SFIO, maar vertegenwoordigden een meerderheid in SFIO-fractie in het parlement. Ze stonden tegenover zowel de linkse vleugel van de SFIO, vertegenwoordigd door Marceau Pivert, en het centrum van de SFIO aangevoerd door Blum.  
De neo-socialisten wilden "de staat versterken tegen de economische crisis", zichzelf openstellen voor de middenklasse en deelnemen aan niet-socialistische regeringen.

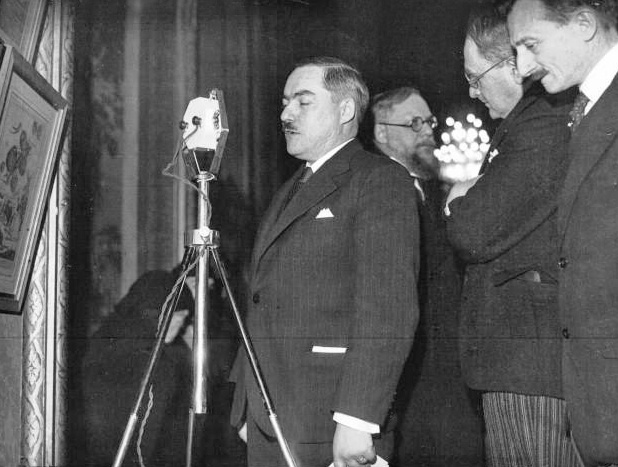
Marcel Déat als minister van luchtvaart (1936)

Zonder de steun van de socialisten verloor Déat zijn zetel als afgevaardigde. Twee jaar later werd hij lid van de Union Socialiste et Republicaine. Hij werd minister van Luchtvaart in het kabinet van de radicaal Albert Sarraut, maar hij nam snel ontslag vanwege geschillen met de premier. Onder de Duitse dreiging wilde Déat de vrede koste wat het kost bewaren. 
Déat keerde in 1936 terug naar de Nationale Vergadering als afgevaardigde voor Angoulême en in het begin steunde hij het Volksfront van Léon Blum voordat hij opzegde vanwege de "communistische infiltratie" van de partij. Na het einde van het Volksfront 
in 1938, dat de vervanging van Blum door Edouard Daladier 
betekende, nam Déat deel aan de “anti-communistische demonstratie”. In datzelfde jaar sprak hij 
zijn steun uit voor het Verdrag van München. Déat opperde in de krant L'Oeuvre in zijn artikel Waarom sterven voor Danzig?, dat Frankrijk een oorlog met Duitsland moest voorkomen als het Polen zou aanvallen. De publicatie veroorzaakte een wijdverspreide controverse en Déat kreeg hierdoor nationale roem. Déat zou gedurende de gehele periode van Vichy-Frankrijk met L'Œuvre samenwerken.

## Collaboratie

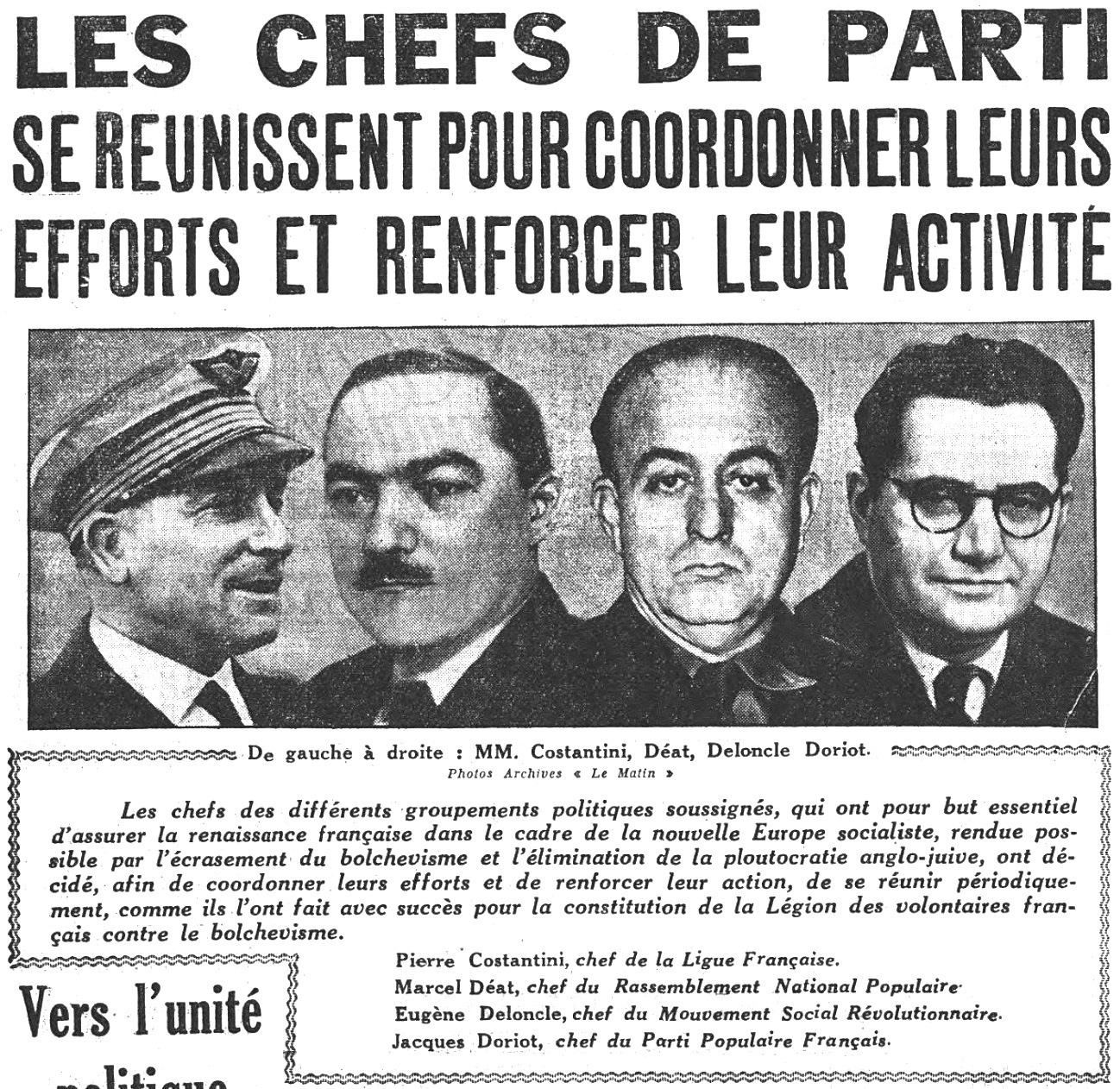
Krantenknipsel uit Le Matin,
10 oktober 1941

Déat was een voorstander van de Duitse bezetting van Noord-Frankrijk in 1940 en was in Vichy-Frankrijk een aanhanger van Philippe Pétain. Hij poogde een partij op te richten om de doelen van de Révolution nationale te realiseren. In februari 1941 stichtte Déat de Rassemblement national populaire (RNP) die samenwerking met nazi-Duitsland voorzag en antisemitisch was.
Toen Vichy niet de fascistische staat werd die Déat wilde, trok hij naar Parijs en werd gefinancierd door de Duitsers. De Duitsers dwongen Déat om zijn partij Rassemblement National Populaire samen te laten gaan met de Mouvement social révolutionnaire (MSR) van Eugène Deloncle. Het samengaan was een mislukking en Déat stootte later MSR-elementen uit zijn partij voordat hij een verenigd front aanging met andere collaboratiepartijen. Déat richtte samen met Jacques Doriot en Marcel Bucard de Légion des Volontaires Français (LVF) op. 
Op 27 augustus 1941 raakte hij gewond door een aanslag van Paul Collette, lid van het Franse verzet. Na zijn herstel werd Déat een aanhanger van Pierre Laval, die een reactionairder beleid voorstond dan Philippe Pétain. Déat werd op 16 maart 1944 Minister van Arbeid en Nationale Solidariteit in de regering-Laval.  

## Ballingschap
Na de geallieerde landingen in Normandië en de val van de Vichy-regering vluchtte Déat naar Duitsland en werd een functionaris van de Regeringscommissie van Sigmaringen. Na de nederlaag van Duitsland in 1945 vluchtte Déat in april 1945 naar Italië en nam een nieuwe naam aan en gaf tijdelijk les in Milaan en Turijn. Hij werd later door een religieuze orde meegenomen en verborgen in het klooster van San Vito, in de buurt van Turijn, waar hij zijn memoires schreef en zich schuilhield tot aan zijn dood in 1955. Na de oorlog werd Déat door een Franse rechtbank veroordeeld wegens verraad en bij verstek ter dood veroordeeld.